# Acerodon mackloti
Acerodon mackloti é uma espécie de morcego da família Pteropodidae. Endêmica da Indonésia, onde é encontrada nas ilhas de Lombok, Sumbawa, Flores, Alor, Sumba, Moyo e Timor.